# Milan (Michigan)
Milan è un comune degli Stati Uniti d'America, situato nello Stato del Michigan, diviso tra la contea di Monroe e la contea di Washtenaw.